# 原酒
原酒（げんしゅ）とは、加水をしておらず、アルコール度数の高い酒のことをいう。無加水ともいう。生酒とは異なる。

## 特徴
- 日本酒 - お酒本来の濃厚な香りを楽しむことができ、力強くインパクトの強い味わいである。アルコール度数は19度前後のものが多く、通常の日本酒より3～4度ほど高い度数である[1][信頼性要検証]。
- 焼酎 - アルコール度数が36度以上の、蒸留したての焼酎のことをいう。中でも蒸留して最初に出てくる焼酎原酒のことを「初垂れ（はなたれ）」「初留」という。アルコール度数は最も高く、44〜60度ほどある[2]。
- ウイスキー - ブレンドやヴァッティングを行う前の、樽から出されたままのウイスキーのことをいう。麦芽（モルト）を発酵させ、単式蒸溜器（ポットスチル）で2回蒸溜し、木製の樽で熟成したモルトウイスキーと、麦芽とトウモロコシ、ライ麦、小麦などの穀類を原料とし、連続式蒸溜機で蒸溜し、木製の樽で熟成したグレーンウイスキーがある[3]。